# Natriumbismutat
Natriumbismutat ist eine anorganische chemische Verbindung des Natriums aus der Gruppe der Bismutate.

## Gewinnung und Darstellung
Natriumbismutat kann durch Reaktion von Bismut(III)-oxid mit Natronlauge und Brom gewonnen werden.
{\displaystyle \mathrm {Bi_{2}O_{3}+6\ NaOH+2\ Br_{2}\longrightarrow 2\ NaBiO_{3}+4\ NaBr+3\ H_{2}O} }
Neben Brom können auch Natriumhypochlorit, Chlor oder Natriumpersulfat als Oxidationsmittel verwendet werden.

## Eigenschaften

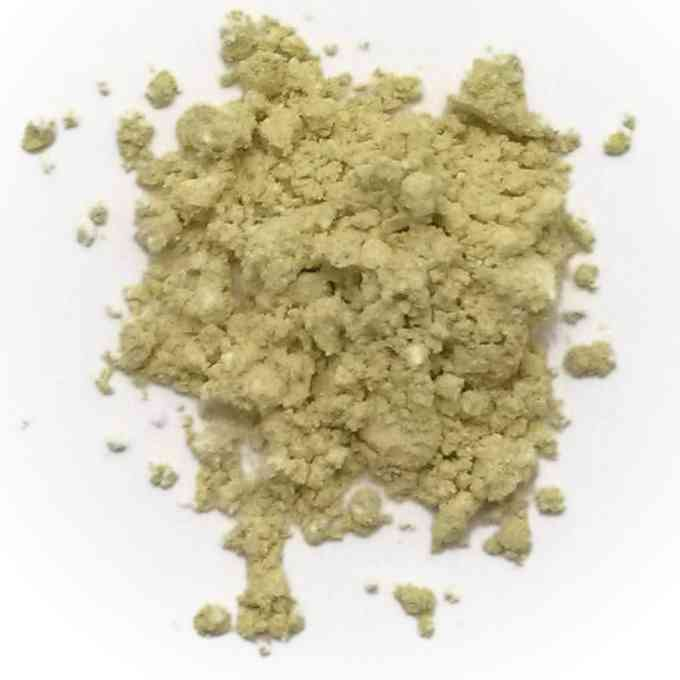
Natriumbismutat
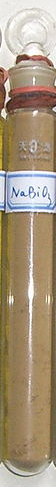

Natriumbismutat ist ein gelbbrauner geruchloser hygroskopischer Feststoff, der unlöslich in kaltem Wasser ist. In heißem Wasser zersetzt er sich unter Bildung von Bismut(III)-oxid, Natriumhydroxid und Sauerstoff.
{\displaystyle \mathrm {2\ NaBiO_{3}+H_{2}O\longrightarrow 2\ NaOH+Bi_{2}O_{3}+O_{2}} }
Die Verbindung liegt meist als Hydrat vor, wobei der Wassergehalt schwankend, im Allgemeinen 3,5 H2O, maximal 5 H2O pro Formeleinheit ist. Sie reagiert mit Säuren unter teilweiser Auflösung und Bildung von höheren Bismutoxiden. Sie oxidiert Mangan(II)-ionen in kalter Schwefelsäure zu Permanganat. Natriumbismutat ist eine Verbindung vom Ilmenit-Typ und besitzt eine trigonale Kristallstruktur mit der Raumgruppe R3 (Raumgruppen-Nr. 148).
Wie alle Verbindungen des Bismuts ist auch Natriumbismutat in unerheblichem Ausmaß radioaktiv (spezifische Aktivität ca. 0,002 Bq/kg). Dies resultiert aus der sehr schwachen Radioaktivität des relevanten Bismut-Isotops 209Bi (äußerst langlebiges primordiales Radionuklid), welche derart gering ist, dass der Alphazerfall erst 2003 überhaupt nachgewiesen werden konnte.

## Verwendung
Natriumbismutat wird zum Test von Mangan in Eisen, Stahl und Erzen verwendet. Es wird auch zur Oxidation von Alkoholen, Phenolen und Olefinen eingesetzt. Diese Anwendung wurde zuerst 1949 von Rigby berichtet.